# Hans Müller (Eiskunstläufer)
Hans A. Müller (* 7. März 1931 in Zürich; † 26. August 2021 in Rancho Palos Verdes, Vereinigte Staaten) war ein Schweizer Eiskunstläufer, der im Einzellauf startete.

## Karriere
Hans Müller startete bei den Europameisterschaften 1954, 1955 und 1956. Zudem sicherte er sich die Schweizer Meisterschaft 1956 und nahm an den Weltmeisterschaften 1955 und 1956 teil. Ausserdem belegte er bei den Olympischen Spielen 1956 im italienischen Cortina d’Ampezzo im Einzellauf Platz zwölf.

## Ergebnisse
| Wettbewerb / Jahr         | 1954 | 1955 | 1956 |
| ------------------------- | ---- | ---- | ---- |
| Olympische Winterspiele   |      |      | 12.  |
| Weltmeisterschaften       |      | 12.  | 13.  |
| Europameisterschaften     | 10.  | 10.  | 11.  |
| Schweizer Meisterschaften |      | 1.   |      |